# Johannes Susenbrot

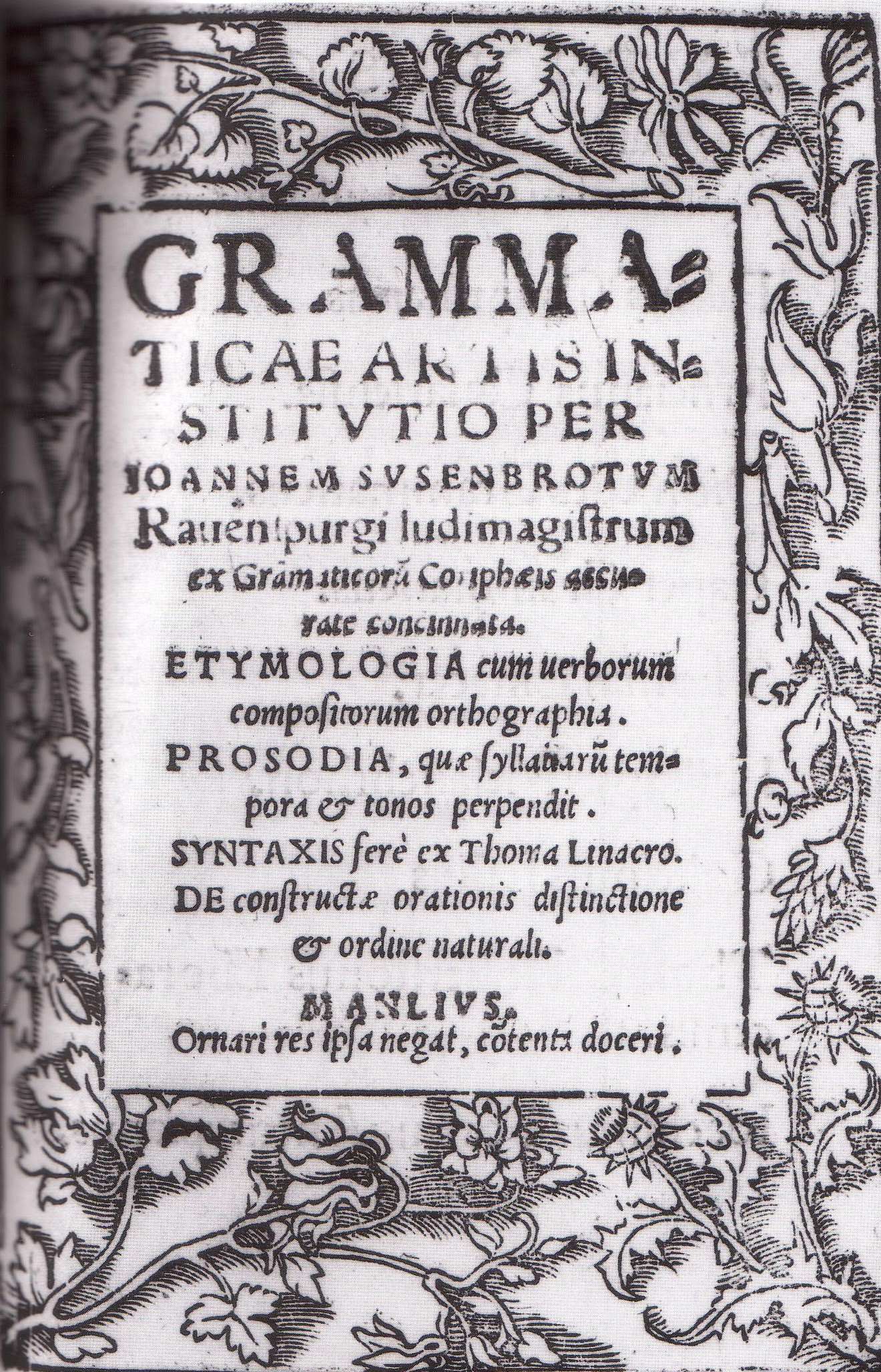
Titelblatt der „Grammaticae artis institutio“, Ausgabe Leipzig 1539

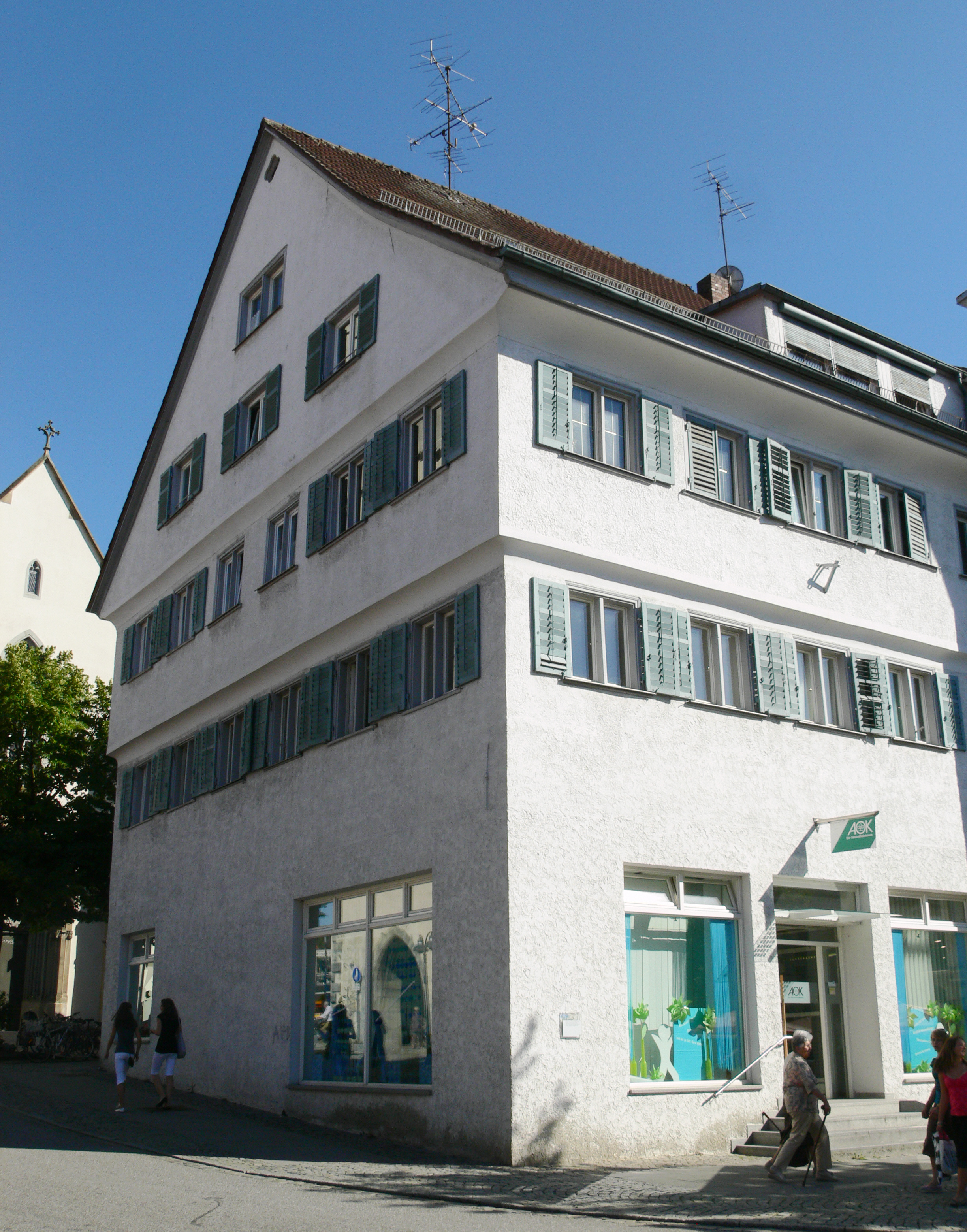
Ehemalige Lateinschule in Ravensburg

Johannes Susenbrot (auch Hans Susenbrot, Susenbrat oder Sausenbrat, latinisiert Ioannes Susenbrotus; * 1484 oder 1485 in Wangen im Allgäu; † wohl 1542 in Ravensburg) war ein deutscher Lateinlehrer und Lehrbuchautor.
Der in der Freien Reichsstadt Wangen geborene Susenbrot studierte an den Universitäten Wien und Basel und lehrte ab 1506 in Leutkirch im Allgäu, ab 1508 in Pfullendorf und 1512–1519 in Schaffhausen. Nach Stationen in Wangen und Basel wurde er 1522 Lateinlehrer an der Lateinschule in Ravensburg. 1525 ging er wieder nach Pfullendorf, kehrte jedoch nach einiger Zeit nach Ravensburg zurück. Neben der städtischen Jugend unterrichtete er auch vornehme Schüler, darunter Grafen von Fürstenberg, Zollern und Lupfen und viele Edle, u. a. zwei Ratzenrieder Mitglieder der als Ravensburger Kaufleute reich gewordenen Familie Humpis.
In Ravensburg schrieb Susenbrot mehrere lateinische Werke, darunter das Lateinlehrbuch Grammaticae artis institutio. Sein Rhetorik-Lehrbuch Epitome troporum definiert 132 rhetorische Tropen und Figuren und belegt diese mit Auszügen aus antiker Literatur sowie Hinweisen auf antike und zeitgenössische Werke zur Rhetorik.
Susenbrot wuchs im katholischen Glauben auf und blieb diesem zeitlebens treu. Im April 1541 beantragte er beim Magistrat der Stadt, dass aufgrund der Pest, an der mehr als 1.000 Einwohner der Stadt gestorben waren, am nächsten Marientag ein traditioneller „Kreuzgang“ in die nahegelegene Abtei Weingarten unternommen werden sollte. Der Rat nahm den Antrag an, verlangte aber, dass niemand zu dieser Wallfahrt gezwungen werden dürfe.
Wohl 1542 wurde Susenbrot von einem betrunkenen Küfer namens Konrad Jäck in Ravensburg mit einem Kolben hinterrücks niedergeschlagen und starb später an den so zugezogenen Verletzungen. Der Täter musste in seiner Urfehde schwören, Ravensburg nie wieder zu betreten, und wurde der Stadt verwiesen.
Susenbrots Lehrbücher trugen den Namen des Autors in die Schulen Europas. Auch William Shakespeare scheint das Buch Epitome troporum gekannt zu haben, da er mehrfach auf darin zu findende Beispiele zurückgreift. Susenbrot galt in England als typischer Schulmeister – am 12. März 1615 spielten Studenten des Cambridge Trinity College dem englischen König James I. in Royston eine vermutlich von John Chappell verfasste lateinische Komödie mit dem Titel Susenbrotus, or Fortunia vor. Noch 1660 wird die Epitome von einem englischen Pädagogen als Schulbuch empfohlen.

## Werke
- Grammaticae artis institutio, Schumann, Leipzig 1539; weitere Auflagen
- Scholae christianae epigrammatum libri duo, ex variis Christianorum poetis excerpti, ac iam à multis mendis repurgati in usum Christianorum adulescentulorum, Brylinger, Basel 1541 (gesammelte christliche Gedichte)
- Epitome Troporvm Ac Schematvm Et Grammaticorum & Rhetorum: ad Authores tum prophanos tum sacros intelligendos non minus utilis quàm necessaria, Froschauer, Tiguri 1541? und weitere Auflagen, in England ab 1562, z. B. bei Kyngston, London 1576, zuletzt hrsg., übersetzt und kommentiert von Joseph Xavier Brennan, Urbana IL 1953 (Inhaltsverzeichnis)
- Methodus octo partium orationis una cum formulis declinandi nomina ac coniugandi verba, pueris nuper musarum adyta ingressis cognitu cum primis necessaria, Froschauer, Tiguri (Zürich) 1565